# 통증
통증(痛症, pain)은 실제적·잠재적인 조직 손상과 연관된 불쾌한 감각적·감정적 경험이다. 통증은 우리로 하여금 잠재적인 위험 상황으로부터 피할 수 있도록 하며, 손상된 신체 부위가 회복될 때까지 보호하는 역할을 하고, 미래에 일어날 수 있는 상황을 회피할 수 있게 한다. 통증은 말초신경계에 위치한 통각(痛覺)수용기의 자극에 의해 시작되거나, 말초신경계 혹은 중추신경계의 손상 또는 기능 장애에서 비롯된다. 대부분의 통증은 자극이 사라지거나 신체의 손상이 회복됨과 동시에 사라지지만, 때로는 그 후까지도 지속되기도 한다. 또 어떤 자극도 없고 병적 원인이 없음에도 불구하고 통증이 생기는 경우도 있다. 다른 한편으로는 선천적으로 통증을 느끼지 못하는 사례가 보고되기도 한다. 통증은 많은 의학적 상태에서 나타나는 주된 증상이며 인간이 삶을 영위하고 기본적인 기능을 해가는 데 심각한 영향을 줄 수 있다. 로널드 멜작이 개발한 Mcgill Pain Questionnaire는 통증의 단계를 세밀하게 분류하고 있다.

## 분류
통증은 가장 간단하게는 체성적 통증과 정신적 통증으로 분류할 수 있다. 체성적 통증은 신체적 변화에 의해서 유발되는 것을 말하며 정신적 통증은 마음의 변화에 의해서 유발되는 것을 말한다. 체성적 통증은 다시, 감각기관의 활성화로 인한 감각적 통증과 신경계로부터 유발되는 신경적 통증으로 나눌 수 있다.

### 체성적 통증

#### 감각적 통증
감각적 통증은 통각수용기에 수용된 자극에 말초신경섬유가 반응하는 과정이다. 감각적 통증은 열에 의한 자극(뜨겁거나 차가움), 기계적 자극(부딪히거나 찢어짐) 또는 화학적 자극(상처 부위를 소독할 때나 눈에 고춧가루가 들어갔을 때)에 의해 유발된다.

#### 신경적 통증
신경적 통증은 신경계의 손상이나 기능장애로 인한 것으로, 크게는 말초신경계의 이상과 중추신경계의 이상으로 나뉜다. 신경적 통증은 하나의 병인이나 특정 부위의 손상만으로는 설명되지 않으며, 지속적으로 발생하는 감각장애나 역치이하의 유해하지 않은 자극에도 통증을 느끼는 이질통(allodynia)과 같은 것을 말한다. 신경통은 오랜 시간동안 계속해서 지속되거나 전기 충격과 같이 간헐적으로 발생하기도 한다. 감각적 통증은 쑤시거나 아리는 느낌을 주는 반면, 신경통 환자들은 그 통증을 가려움, 저림, 무감각, 타는 듯한 느낌, 동통, 바늘로 찌르는 느낌으로 표현한다. 인구의 7% ~ 8%의 사람들이 이러한 통증을 호소하고 있으며 이중 5%는 매우 심각한 통증을 겪는 것으로 보고되어 있다. 특히 암 환자들의 경우 종양이 말초신경계를 압박하거나 화학요법, 방사선 치료, 수술의 부작용으로 이러한 통증을 겪는 경우가 많다.

### 정신적 통증
정신적 통증은 정신성통증(psychalgia) 또는 신체형통증장애(somatoform pain)로 불리며, 정신적, 감정적, 행동적 요인으로 인해 통증이 유발되어 점차적으로 증가하고 지속됨에 따라 나타나는 통증이다. 때때로 두통, 요통, 복통과 같은 체성적 통증을 정신적 통증으로 인한 것으로 진단하기도 한다. 정신적 통증은 정신 질환을 앓는 환자들에게서는 오히려 드물게 나타나고, 현대인들에게서 더 많이 관찰되는데 사람들이 삶에서 사회적 소외감을 느끼거나 마음에 상처를 받는 경우, 슬픔을 느끼는 등의 감정적 사건들에서 더 자주 유발된다. 정신적 통증은 스트레스나 감정적 갈등을 표출하지 못함으로 인해서 생기며, 사회심리적 문제들 또는 다양한 정신적 문제에 의해서 유발된다. 몇몇 학자들은 이러한 통증이 분노가 무의식적으로 분출되는 것을 막기 위한 하나의 보호 과정이라고 해석하기도 한다.
오랜 기간 동안 통증을 겪은 사람들은 때때로 히스테리 증상이나 우울증, 건강염려증과 같은 정신적 장애를 갖게 되기도 한다. 이에 대해 학자들은 극심한 상해로 인한 신경증이 만성질환을 가져온다고 주장하기도 했는데, 실제로 보고된 바에 의하면 만성질환이 신경증을 가져올 수도 있다고 알려져 있다. 높은 신경증세척도(neurotic triad)와 불안감, 낮은 자존감과 같은 것들은 의학적 치료에 의해 만성질환이 회복되는 과정에서 점차로 감소하여 정상 수준으로 돌아가게 된다.

### 환상통
환상통은 신체의 일부가 존재하지 않거나 뇌가 더 이상 자극에 대한 신호를 받지 못함에도 불구하고 느끼게 되는 통증으로 일종의 신경적 통증이다. 환상통은 절단 환자에게서 흔히 나타나는 증상으로, 한 연구는 절단술 이후 8일 만에 환상통이 시작되었으며 72%의 절단 환자가 이러한 경험을 하고 있는 것으로 밝혔다. 6개월이 지나도 65%의 환자가 계속해서 환상통을 겪었다. 환상통은 쏘는 듯한 느낌, 으스러짐, 타는 느낌, 경련이 이는 느낌으로 묘사된다. 이러한 통증이 오랜 기간 지속될 경우에는 신체의 온전한 부분이 자극에 민감해질 수 있어, 만지는 것만으로도 환상통을 유발하며 배뇨나 배변을 유발할 수도 있다. 신경이나 절단 부위 인근의 민감한 부분에 국소 마취제를 투여함으로써 며칠, 몇 주로부터 영구적으로까지 통증을 경감시킬 수 있으나 이는 마취제의 효과가 지속되는 동안에 한해서만 가능하다.

## 통증의 신경 전달
최근의 통증 메커니즘에 관한 연구들은 피부 조직에서 통각 정보를 전달하는 통각수용체의 특징과 이와 관련된 중추신경계의 통각 경로에 대해서 밝히고 있다. 통각 경로의 많은 부분들이 여전히 밝혀지지 않은 채로 있지만, 통증 자극에 의해 활성화 되는 복합적 신경 활동메커니즘을 규명하려는 노력은 계속되고 있다.

### 통각의 전달경로
실제 조직의 손상으로 인해 발생한 통각이 뇌에서 통증으로 인지되기 위해 전달되는 경로는 다음과 같다.
1. 말초신경계에서 조직의 손상에 따라 적절한 신경전달물질이 분비됨.
2. 통증 섬유를 따라 통각 정보가 전달되는데, 이 때 미엘린으로 감싸진 Aδ 섬유에 의해 빠르게 전달되거나, 미엘린이 없는 C 섬유를 통해 느리게 전달되며, 척수에서 시냅스를 형성한다.
3. 이후 배각부 뉴런의 축삭돌기에서 교차가 일어나고, 자극이 척수를 따라 연수, 뇌교를 거치며 올라간다.
4. 뇌교에 도착한 통각 정보는 소리를 지르는 등 통증에 따른 행동을 조절하는 뇌간 지역에 전달된다.
5. 중뇌를 거친 통증 정보는 시상, 대뇌피질의 많은 지역에 전달된다.
6. 통증정보는 전뇌에서 다시 시냅스를 형성하여 대상회 앞쪽을 활성화시킨다.

### 통증 조절 모델
통증 신호의 전달에 있어서 특정한 조절 메커니즘이 있을 것으로 오랫동안 생각되었고, 대표적인 가설은 다음과 같다.

#### 관문 조절설(Gate Control Theory)
1965년 Melzack과 Wall이 발표한 대표적인 통증 조절 매커니즘이다. 관문조절설의 핵심은 비통증성의 자극에 의해 통증 전달의 관문(gates to painful input)이 닫히게 되고, 이로 인해 통증 감각이 뇌로 전달되는 것이 차단된다는 것이다. Melzack과 Wall은 관문 조절을 위해 통증 신호를 전달하는 침해수용체로 가는 신경섬유, 비통증성 감각 정보를 담당하는 굵은 신경섬유, 교양질 세포(SG)인 억제성 개재 뉴런(inhibitory interneuron), 통증 정보를 뇌로 중개하는 척수 전달 세포(T cell)를 가정하였다. 억제성 개재 뉴런은 굵은 신경섬유에 의해 활성화되나 가는 신경섬유에 의해서는 억제되며, 척수의 통증 전달 세포의 활성을 막는 기능을 한다.결국 굵은 신경섬유, 가는 신경섬유, 억제성 개재 뉴런이 이루는 통증 관문 시스템에 의해 통증이 전달되며, 특히 통증 신호의 전달은 억제성 개재 뉴런의 활성화 여부에 의해 결정적으로 조절을 받게 된다. 가는 신경섬유를 통해 통증 신호가 전달되면 억제성 개재 뉴런이 억제되고, 척수의 통증 전달 세포가 활성화되어 통증 관문이 열려 통증이 전달된다. 그러나, 비침해수용성 자극이 동시에 들어오는 경우에는
비통증성 말초 감각 정보를 담당하는 굵은 감각 섬유의 분지가 억제성 개재 뉴런을 활성화 시키고, 활성화된 억제성 개재 뉴런은 가는 통증 섬유에 의해 척수의 토증 전달 세포의 활성화를 저해하여
통증 신호 전달 관문을 닫게 되고, 이로 인해 통증의 전달을 막게 된다. 뇌로부터 내려오는 중추성 조절도 관문 조절 기전에 영향을 줄 수 있는데, 굵은 신경섬유의 특정 시스템이 선택적인 인지 과정을
활성화시키고 하행성 섬유를 통하여 관문 조절 기전을 변조시킬 수 있다. 이러한 관문 조절설은 척수 레벨에서 비침해수용성 자극이 시냅스전 억제를 통해 척수의 침해수용성 뉴런(T cell)을 비활성화시켜
통증 정보의 유입을 막을 수 있다는 것을 예측했고, TENS나 척수자극술의 이론적 배경이 되었다. 이후 Melzack과 Wall은 추가적으로 밝혀진 사실들을 보강하여 처음의 가설을 수정하였다.
이 새로운 모델에서는 뇌간으로부터의 하행성 억제 조절뿐만 아니라 개재 뉴런의 흥분성 및 억제성 연결도 포함하고 있다.

## 진단
의료기관에서는 통증의 강도를 측정하고 적정한 치료과정의 설계를 위해서 0~10점 척도로 이루어진 검사를 실시하거나 관련 검사를 실시하기도 한다. 이는 심리학적 통증 연구들이 통증의 복잡성을 점점 더 강조하고 나서면서 개발되기 시작했다. ‘경미한’ 혹은 ‘심각한’과 같은 언어들이 특정한 질병이나 부상을 구별해낼 수 있을 정도로 환자의 감각을 설명해주지 못한다는 판단 때문이다. 진통치료를 위해 통증에 대한 양적 척도의 필요성이 증대됨에 따라 로널드 멜작 (1984)과 같은 학자는 통증의 언어를 양적으로 분석하는 척도를 개발했다. Mcgill Pain Questionnaire라고 불리는 평가척도는 통증을 (1) 감각 판별: 욱신거림, 뜯기는 느낌, 쏘는 느낌 등, (2) 행동적-정서적 판별: 피곤함, 구역질남, 두려움 등, (3) 인지적 판별: 무감각, 극심한 통증 등의 세 가지 측면에서 설명하고 분류하고 있다. 환자들은 평가지를 읽고 그들의 통증을 가장 잘 설명해주는 단어들을 선택하게 된다.
통증은 대부분 환자의 자기보고에 의해 진단되기 때문에 전문가가 그 심각성에 대해 과소평가하게 되는 경향이 있다. 이에 대해 Margo McCaffery(1968)는 환자의 자기보고에 대한 믿음을 강조하는 치유적 관점에서 통증을 다음과 같이 서술하고 있다. “통증은 그것을 경험하는 자가 말하는 바로 그것이며, 그가 통증을 말하는 시점에 존재하는 바로 그것이다.”

## 치료
통증 치료는 통증과 함께 살아가는 환자들의 삶의 질을 향상시키기 위한 다학제적 접근을 필요로 한다. 전형적인 통증 치료는 의사, 임상심리학자, 물리치료사, 작업치료사, 간호사의 협력으로 이루어진다. 통증은 정신적 외상이나 질병으로부터 회복됨에 따라 치유되거나 진통제나 항불안제를 투여함으로써 해소되기도 하지만, 만성적인 통증의 경우 치료팀의 지속적인 노력을 필요로 한다.

### 약물 치료
약물은 외상으로부터 빠르게 회복될 수 있도록 하고, 치료 과정 중에 생기는 통증을 경감시켜준다. 경미한 통증의 경우 아세트아미노펜이나 이부프로펜과 같은 약을 사용하고, 그 이상일 경우 파라세타몰, NSAID 등을 오피오이드(opioid) 약물인 하이드로코돈과 합성하여 사용한다. 극심한 통증의 경우에는 몰핀이 가장 기본적인 진통제로 사용된다. 이 밖에도 펜타닐, 옥시코돈, 메타돈과 같은 약물이 쓰이는데, 오피오이드계 진통제들을 고용량 사용할 경우 과다복용이나 중독증상이 나타날 수 있다.

#### 오피오이드계(opioid) 약물
오피오이드(opioid)는 중추신경계와 소화계에 분포하고 있는 오피오이드 수용체에 결합하여 작용하는 화학물질이다.
오피오이드의 효과는 환자가 통증이 사라졌다고 지각함에 따라 알 수 있으며, 통증에 대한 반응이 감소하는 만큼 통증에 대한 내성도 증가하게 된다.
오피오이드계 약물을 투여할 경우, 환자는 행복감을 느끼게 되지만 부작용으로는 구토, 호흡 저하, 졸림, 입이 마르는 증상, 변비 증세 등이 있다. 오피오이드 약물의 투여를 중지할 경우에는 금단 증세가 나타날 수 있다. 오피오이드는 다음과 같이 크게 네 분류로 나눌 수 있다.
- 아편류(Natural opiates) - 아편류(opiate)는 아편 수지에서 발견되는 자연적으로 합성된 알칼로이드(alkaloid) 화합물에 한해서 사용하는 용어로, 대표적으로는 몰핀(morphine), 코데인(codeine), 테바인(thebaine)등이 있다.
- 반합성 오피오이드(Semi-synthetic opioids)- 아편류로부터 합성한 하이드로몰폰(hydromorphone), 옥시코돈(oxycodone), 헤로인(diacetylmorphine), 니코몰핀(nicomorphine) 등이 있다.
- 합성 오피오이드 - 펜타닐(fentanyl), 메타돈(methadone), 트라마돌(tramadol) 등이 있다.
- 내인성 오피오이드 펩타이드(Endogenous opioid peptide) - 체내에서 자연적으로 생성되는 엔돌핀(endorphins), 엔케팔린(enkephalins) 등을 말한다.

#### 항불안제, 항뇌전증제
몇몇 항불안제나 항뇌전증제의 경우 만성통증질환 환자에게 투여되어 중추신경계의 통증 경로에 작용한다. 이 메커니즘은 매우 다양하며 복합부위 통증 증후군과 같은 신경성 통증에 효과적으로 쓰인다. 가바펜틴(Gabapentin)과 같은 약물은 처방전 없이도 투약이 가능해 통증 조절에 널리 이용되고 있다. 만성질환에 대한 치료제로서 이러한 종류의 약물을 사용할 경우, 그 부작용은 오피오이드계 약물이나 NSAID에 비해 오랜 기간 나타나며 항뇌전증제를 사용한다고 해도 그것을 중단할 경우에는 다시 발작증상이 나타날 위험이 있다.

#### 다른 진통제들
가바펜틴(Gabapentin)을 비롯하여 orphenadrine, cyclobenzaprine, trazadone 또는 항콜린제 성분을 함유한 많은 약물들이 오피오이드와 합성되어 신경성 통증을 치료하는 데 사용된다. 이 중 오르페나드린(Orphenadrine)과 사이클로벤자프린(cyclobenzaprine)은 근육을 이완시킴으로써 근골격의 통증을 경감시키는 역할을 한다.

#### 치료 후 통증 추적 관리
통증 관리는 만성적인 통증을 호소하는 환자의 통증을 덜어주기 위한 의학적 관리 행위를 말한다. 통증이 만성화될 경우 통증은 더 이상 증상이 아닌 질환이며, 통증 자체로 인한 많은 통증과 합병증을 초래하게 되므로 이를 적절히 관리해 주어야한다. 통증을 방치하면 병이 더 나빠지는 악순환이 반복되기 때문에 신속히 대응해야 한다. 통증관리는 환자의 주관적인 통증정도를 객관적인 수치화를 통해 추적하면 더욱 체계적인 환자별 통증관리를 할 수 있다. 통증을 객관적으로 수치화하기 위해서는 전기식지각계를 이용하여 통증 추적이 가능하다.

## 같이 보기
- 복합부위 통증 증후군(CRPS)